# 杜比櫛鱗鰨
杜比櫛鱗鰨為輻鰭魚綱鰈形目鰨亞目鰨科的其中一種，為熱帶海水魚，分布於中西太平洋菲律賓、印尼巴里島海域，棲息深度40-162公尺，體長可達8.5公分，棲息在底層水域，生活習性不明。